# People’s Television
People’s Television oder kurz PTV ist eine thailändische Fernsehstation. 
Sie wurde nach dem Militärputsch 2006 von Mitgliedern der Partei Thai Rak Thai gegründet.

## Geschichte
Am 9. April 2010 stürmten Anhänger der National United Front of Democracy Against Dictatorship (kurz UDD, deutsch etwa: Vereinigte nationale Front für Demokratie gegen Diktatur) im Zuge der Unruhen in Bangkok 2010 die bedeutendste Satellitenstation des Landes, um dem PTV den Betrieb wieder zu ermöglichen. Zuvor hatte die Regierung den Sendebetrieb mit der Begründung unterbrochen, PTV hätte „Lügen verbreitet und damit Hass geschürt“.